# Tabira
Tabira é um município brasileiro do estado de Pernambuco. Administrativamente, a cidade é formada apenas pelo distrito sede e pelos povoados de Brejinho, Borborema, Riacho do Gado e Campos Novos. Sua população foi estimada em 27.681 habitantes, conforme dados do censo do IBGE de 2022, sendo o 4º município mais populoso da Microrregião do Pajeú.

## História
Em 1865, Tabira era uma fazenda de propriedade do Sr. Gonçalo Gomes dos Santos, que por iniciativa própria, formou uma pequena feira, com o objetivo de atender os moradores da região. O sucesso alcançado foi tamanho que deu início a formação de uma povoação, recebendo inicialmente o nome de Madeira, depois Toco do Gonçalo, em virtude de haver no meio da feira um toco que servia ao talho da carne para venda ao público, posteriormente Espírito Santo ficando até 1939 quando passou a denominar-se Tabira, em homenagem ao grande guerreiro indígena Tabira, que segundo a lenda, em um combate, foi atingido por uma flecha no olho, e retirando-a com bravura, continuou lutando até vencer seus inimigos. 
O terreno do patrimônio de Nossa Senhora dos Remédios e da cidade, exatamente o centro da cidade, foi doado pelo Sr. Gonçalo Gomes, que em sua homenagem tem seu nome a praça principal.
A capela do povoado foi inaugurada em missa solene, pelo padre Pedro Pereira de Souza, no dia 03/09/1883, e que posteriormente foi substituída pela atual igreja matriz, construída por filhos da terra.
Em 27 de maio de 1949, tomou posse o primeiro prefeito eleito pelo voto popular, o Sr. Pedro Pires Ferreira.
Gonçalo Gomes dos Santos doou ao patrimônio de Nossa Senhora dos Remédios partes de suas propriedades, justamente o que forma o perímetro urbano da atual cidade de Tabira.
Tabira foi desmembrada do município de Afogados da Ingazeira em 31 de dezembro de 1948. Porém só foi constituído município autônomo pela lei n. ° 508, de 27 de maio de 1949, data em que se comemora a sua emancipação política e que coincide com a instalação da primeira Constituição Municipal de Tabira.

## Geografia
O município está localizado na Macrorregião do Sertão Pernambucano e na Microrregião do Pajeú, com uma área territorial de 388,005 km², limitando-se ao Norte com o estado da Paraíba e Santa Terezinha, ao Sul com Iguaracy, e Ingazeira, Leste com Santa Terezinha e São José do Egito, ao Oeste com Afogados da Ingazeira e Solidão. A sede municipal está a 588 m de altitude em relação ao nível do Mar, Tem sua posição geográfica determinada pelo paralelo de -7º 35 27.6 da latitude -37 32 20.4 de longitude.
Seus limites são:
- Norte: Água Branca e Imaculada
- Sul: Ingazeira e Iguaracy
- Oeste: Solidão e Afogados da Ingazeira
- Leste: Santa Terezinha e São José do Egito

### Clima
De acordo com o sistema de classificação climática Köppen o clima de Tabira é do tipo BSh. Em Tabira a temperatura média anual é 25.8 °C. A média anual de pluviosidade é de 766.4 mm.
| Dados climatológicos para Tabira              | Dados climatológicos para Tabira | Dados climatológicos para Tabira | Dados climatológicos para Tabira | Dados climatológicos para Tabira | Dados climatológicos para Tabira | Dados climatológicos para Tabira | Dados climatológicos para Tabira | Dados climatológicos para Tabira | Dados climatológicos para Tabira | Dados climatológicos para Tabira | Dados climatológicos para Tabira | Dados climatológicos para Tabira | Dados climatológicos para Tabira |
| Mês                                           | Jan                              | Fev                              | Mar                              | Abr                              | Mai                              | Jun                              | Jul                              | Ago                              | Set                              | Out                              | Nov                              | Dez                              | Ano                              |
| --------------------------------------------- | -------------------------------- | -------------------------------- | -------------------------------- | -------------------------------- | -------------------------------- | -------------------------------- | -------------------------------- | -------------------------------- | -------------------------------- | -------------------------------- | -------------------------------- | -------------------------------- | -------------------------------- |
| Temperatura máxima média (°C)                 | 34,5                             | 33,6                             | 33,0                             | 32,5                             | 31,5                             | 30,8                             | 30,7                             | 32,1                             | 33,7                             | 35,1                             | 35,6                             | 35,3                             | 33,2                             |
| Temperatura média (°C)                        | 27,0                             | 26,4                             | 26,0                             | 25,7                             | 24,8                             | 24,0                             | 23,7                             | 24,3                             | 25,7                             | 27,0                             | 27,3                             | 27,2                             | 25,8                             |
| Temperatura mínima média (°C)                 | 21,6                             | 21,2                             | 21,2                             | 20,9                             | 20,3                             | 19,3                             | 18,6                             | 18,8                             | 19,9                             | 20,9                             | 21,5                             | 21,7                             | 20,5                             |
| Chuva (mm)                                    | 86,2                             | 92,6                             | 173,8                            | 147,3                            | 78,3                             | 45,1                             | 29,8                             | 13,0                             | 6,5                              | 6,0                              | 16,6                             | 36,8                             | 766,4                            |
| Fonte: Departamento de Ciências Atmosféricas. |                                  |                                  |                                  |                                  |                                  |                                  |                                  |                                  |                                  |                                  |                                  |                                  |                                  |

| Dados climatológicos para Tabira (Precipitação média mensal acumulada) | Dados climatológicos para Tabira (Precipitação média mensal acumulada) | Dados climatológicos para Tabira (Precipitação média mensal acumulada) | Dados climatológicos para Tabira (Precipitação média mensal acumulada) | Dados climatológicos para Tabira (Precipitação média mensal acumulada) | Dados climatológicos para Tabira (Precipitação média mensal acumulada) | Dados climatológicos para Tabira (Precipitação média mensal acumulada) | Dados climatológicos para Tabira (Precipitação média mensal acumulada) | Dados climatológicos para Tabira (Precipitação média mensal acumulada) | Dados climatológicos para Tabira (Precipitação média mensal acumulada) | Dados climatológicos para Tabira (Precipitação média mensal acumulada) | Dados climatológicos para Tabira (Precipitação média mensal acumulada) | Dados climatológicos para Tabira (Precipitação média mensal acumulada) | Dados climatológicos para Tabira (Precipitação média mensal acumulada) |
| Mês | Jan                                                                    | Fev                                                                    | Mar                                                                    | Abr                                                                    | Mai                                                                    | Jun                                                                    | Jul                                                                    | Ago                                                                    | Set                                                                    | Out                                                                    | Nov                                                                    | Dez                                                                    | Ano                                                                    |
| --- | ---------------------------------------------------------------------- | ---------------------------------------------------------------------- | ---------------------------------------------------------------------- | ---------------------------------------------------------------------- | ---------------------------------------------------------------------- | ---------------------------------------------------------------------- | ---------------------------------------------------------------------- | ---------------------------------------------------------------------- | ---------------------------------------------------------------------- | ---------------------------------------------------------------------- | ---------------------------------------------------------------------- | ---------------------------------------------------------------------- | ---------------------------------------------------------------------- |
| Chuva (mm) | 95,0                                                                   | 116,0                                                                  | 165,8                                                                  | 136,0                                                                  | 94,0                                                                   | 56,0                                                                   | 48,0                                                                   | 24,0                                                                   | 7,7                                                                    | 10,0                                                                   | 21,0                                                                   | 33,0                                                                   | 806,5                                                                  |
| Fonte: ANA. Dados pluviométricos disponíveis no Portal HidroWeb. Médias de pelo menos 30 anos da série analisada, critério recomendado pela OMM. Dados reunidos e produzidos pelo órgão responsável ou operador da estação meteorológica e elaborado a partir de ajuste de distribuições de probabilidades aplicadas à série histórica. |                                                                        |                                                                        |                                                                        |                                                                        |                                                                        |                                                                        |                                                                        |                                                                        |                                                                        |                                                                        |                                                                        |                                                                        |                                                                        |

### Divisão distrital, povoados e sítios
- Distrito-sede
- Povoados: Borborema, Brejinho, Riacho do Gado e Campos Novos. Há ainda, nesta cidade, os sítios de Cachoeira Grande e Nova Espanha fundados por imigrantes espanhóis que vieram para o Brasil. São esses imigrantes as famílias Cordeiro de Souza; e família Amaral (Sítio Cachoeira Grande e Nova Espanha, respectivamente)

### Bairros
- Barreiros I e II
- Centro
- COHAB
- Dercílio de Brito Galvão
- Espírito Santo Velho
- Florentino Leite (Trevo)
- Granja (Bairro Brayner Colaço)
- João Cordeiro
- Jureminha
- Juliana Pires (Caixa D’Água)
- Missões
- Morada Nova
- Nossa Senhora de Fátima (Fátima I e II)
- Vitorino Gomes
- Riacho do Gado
- São Pedro[12]

## Religião
A população de Tabira em sua maioria é católica. Porém há um crescimento constante e em grandes proporções de evangélicos da cidade.[carece de fontes?]

## Transporte
A cidade dista 405 km da capital do estado, Recife. É servida por 5 linhas diárias de ônibus da empresa Progresso para a capital, 1 para Petrolina e 1 para Itapetim. Pela Nacional: 1 para Patos (PB) e 1 para Campina Grande (PB) e pela Itapemirim para São Paulo (SP) e Brasília (DF). Há uma linha que sai às quartas para Petrolina.